# Бундесліга (Австрія)
Австрійська футбольна Бундесліга (нім. Österreichische Fußball-Bundesliga) — найсильніша ліга австрійського футболу. За її результатами визначається чемпіон країни і представники Австрії в єврокубках, що проводяться УЄФА. Перший сезон австрійської бундесліги відбувся в 1974–1975, в 1991 вона була перереєстрована. Зараз вона розділена на два дивізіони.

## Історія
Футбол проникнув до Австрії приблизно в 1890 році, а в 1911 пройшов перший чемпіонат Австрії. Це змагання було організоване Нижнєавстрійською футбольною федерацією. Команди не з цього регіону вперше брали участь в чемпіонаті у 1937 році, коли була утворена Національна ліга. Після аншлюсу австрійські команди брали участь в німецькій Гаулізі, а після закінчення другої світової війни в 1949 році була утворена Всеавстрійська Статсліга А. Проте в цьому ж році віденські любительські клуби посварилися з професіоналами і організували свою лігу, а в Статслізі грали лише клуби з Нижньої Австрії. У 1965 році Австрійський футбольний союз почав підготовку до відродження Національної ліги і в 1974 була організована Австрійська футбольна Бундесліга.

## Регламент змагань
В першості беруть участь 12 команд: 11 команд, що залишились в Бундеслізі, плюс одна команда, що здобула право змагатись у Бундеслізі країни за підсумками змагань у Першій лізі.
Чемпіонат складається з двох етапів, на першому 12 клубів грали двоколовий турнір, на другому етапі перша шістка вела боротьбу за чемпіонське звання, а друга шістка визначала найгіршу команду. За результатами другого етапу команда, що посіла останнє місце вибуває до нижчого дивізіону.

## Чемпіони та призери за сезонами
| Сезон | Чемпіон                | Віце-чемпіон           | Третій призер         |
| ----- | ---------------------- | ---------------------- | --------------------- |
| 1912  | «Рапід»                | «Вінер Шпорт-Клуб»     | «Вінер АФК»           |
| 1913  | «Рапід»                | «Вінер АФК»            | «Вінер Шпорт-Клуб»    |
| 1914  | «Вінер АФК»            | «Рапід»                | «Вінер АК»            |
| 1915  | «Вінер АК»             | «Вінер АФК»            | «Рапід»               |
| 1916  | «Рапід»                | «Флорісдорфер»         | «Вінер АФК»           |
| 1917  | «Рапід»                | «Флорісдорфер»         | «Рудольфшюгель»       |
| 1918  | «Флорісдорфер»         | «Рапід»                | «Вінер АФК»           |
| 1919  | «Рапід»                | «Рудольфшюгель»        | «Вінер АК»            |
| 1920  | «Рапід»                | «Аматоре»              | «Вінер Шпорт-Клуб»    |
| 1921  | «Рапід»                | «Аматоре»              | «Рудольфшюгель»       |
| 1922  | «Вінер Шпорт-Клуб»     | «Хакоах» (Відень)      | «Рапід»               |
| 1923  | «Рапід»                | «Аматоре»              | «Адміра»              |
| 1924  | «Аматоре»              | «Фірст Вієнна»         | «Вінер Шпорт-Клуб»    |
| 1925  | «Хакоах» (Відень)      | «Аматоре»              | «Фірст Вієнна»        |
| 1926  | «Аматоре»              | «Фірст Вієнна»         | «Сіммерингер СК»      |
| 1927  | «Адміра»               | «Брігіттенауер АК»     | «Рапід»               |
| 1928  | «Адміра»               | «Рапід»                | «Фірст Вієнна»        |
| 1929  | «Рапід»                | «Адміра»               | «Вінер АК»            |
| 1930  | «Рапід»                | «Адміра»               | «Фірст Вієнна»        |
| 1931  | «Фірст Вієнна»         | «Адміра»               | «Рапід»               |
| 1932  | «Адміра»               | «Фірст Вієнна»         | «Рапід»               |
| 1933  | «Фірст Вієнна»         | «Рапід»                | «Адміра»              |
| 1934  | «Адміра»               | «Рапід»                | «Аустрія»             |
| 1935  | «Рапід»                | «Адміра»               | «Фірст Вієнна»        |
| 1936  | «Адміра»               | «Фірст Вієнна»         | «Рапід»               |
| 1937  | «Адміра»               | «Аустрія»              | «Фірст Вієнна»        |
| 1938  | «Рапід»                | «Вінер Шпорт-Клуб»     | «Аустрія»             |
| 1939  | «Адміра»               | «Ваккер» (Відень)      | «Рапід»               |
| 1940  | «Рапід»                | «Ваккер» (Відень)      | «Вінер Шпорт-Клуб»    |
| 1941  | «Рапід»                | «Ваккер» (Відень)      | «Фірст Вієнна»        |
| 1942  | «Фірст Вієнна»         | ФК «Відень»            | «Рапід»               |
| 1943  | «Фірст Вієнна»         | «Вінер АК»             | «Флорісдорфер»        |
| 1944  | «Фірст Вієнна»         | «Флорісдорфер»         | «Вінер АК»            |
| 1945  | «Рапід»                | «Ваккер» (Відень)      | «Фірст Вієнна»        |
| 1946  | «Рапід»                | «Аустрія»              | «Ваккер» (Відень)     |
| 1947  | «Ваккер» (Відень)      | «Рапід»                | «Фірст Вієнна»        |
| 1948  | «Рапід»                | «Ваккер» (Відень)      | «Аустрія»             |
| 1949  | «Аустрія»              | «Рапід»                | «Адміра»              |
| 1950  | «Аустрія»              | «Рапід»                | «Ваккер» (Відень)     |
| 1951  | «Рапід»                | «Ваккер» (Відень)      | «Аустрія»             |
| 1952  | «Рапід»                | «Аустрія»              | «Фірст Вієнна»        |
| 1953  | «Аустрія»              | «Ваккер» (Відень)      | «Рапід»               |
| 1954  | «Рапід»                | «Аустрія»              | «Ваккер» (Відень)     |
| 1955  | «Фірст Вієнна»         | «Вінер Шпорт-Клуб»     | «Рапід»               |
| 1956  | «Рапід»                | «Ваккер» (Відень)      | «Фірст Вієнна»        |
| 1957  | «Рапід»                | «Фірст Вієнна»         | «Аустрія»             |
| 1958  | «Вінер Шпорт-Клуб»     | «Рапід»                | «Фірст Вієнна»        |
| 1959  | «Вінер Шпорт-Клуб»     | «Рапід»                | «Фірст Вієнна»        |
| 1960  | «Рапід»                | «Вінер Шпорт-Клуб»     | «Вінер АК»            |
| 1961  | «Аустрія»              | «Фірст Вієнна»         | «Вінер АК»            |
| 1962  | «Аустрія»              | «Лінцер АСК»           | «Адміра-Енергія»      |
| 1963  | «Аустрія»              | «Адміра-Енергія»       | «Вінер Шпорт-Клуб»    |
| 1964  | «Рапід»                | «Аустрія»              | «Лінцер АСК»          |
| 1965  | «Лінцер АСК»           | «Рапід»                | «Адміра-Енергія»      |
| 1966  | «Адміра-Енергія»       | «Рапід»                | «Аустрія»             |
| 1967  | «Рапід»                | «Ваккер» (Інсбрук)     | «Аустрія»             |
| 1968  | «Рапід»                | «Ваккер» (Інсбрук)     | «Аустрія»             |
| 1969  | «Аустрія»              | «Вінер Шпорт-Клуб»     | «Рапід»               |
| 1970  | «Аустрія»              | «Вінер Шпорт-Клуб»     | «Штурм» (Грац)        |
| 1971  | «Ваккер» (Інсбрук)     | «Аустрія» (Зальцбург)  | «Рапід»               |
| 1972  | «Ваккер» (Інсбрук)     | «Аустрія»              | ФЕСТ (Лінц)           |
| 1973  | «Ваккер» (Інсбрук)     | «Рапід»                | «Грацер АК»           |
| 1974  | ФЕСТ (Лінц)            | «Ваккер» (Інсбрук)     | «Рапід»               |
| 1975  | «Ваккер» (Інсбрук)     | ФЕСТ (Лінц)            | «Рапід»               |
| 1976  | «Аустрія»/ВАК          | «Ваккер» (Інсбрук)     | «Рапід»               |
| 1977  | «Ваккер» (Інсбрук)     | «Рапід»                | «Аустрія»/ВАК         |
| 1978  | «Аустрія»              | «Рапід»                | «Ваккер» (Інсбрук)    |
| 1979  | «Аустрія»              | «Вінер Шпорт-Клуб»     | «Рапід»               |
| 1980  | «Аустрія»              | ФЕСТ (Лінц)            | «Лінцер АСК»          |
| 1981  | «Аустрія»              | «Штурм» (Грац)         | «Рапід»               |
| 1982  | «Рапід»                | «Аустрія»              | «Грацер АК»           |
| 1983  | «Рапід»                | «Аустрія»              | «Ваккер» (Інсбрук)    |
| 1984  | «Аустрія»              | «Рапід»                | «Лінцер АСК»          |
| 1985  | «Аустрія»              | «Рапід»                | «Лінцер АСК»          |
| 1986  | «Аустрія»              | «Рапід»                | «Ваккер» (Інсбрук)    |
| 1987  | «Рапід»                | «Аустрія»              | «Сваровскі-Тіроль»    |
| 1988  | «Рапід»                | «Аустрія»              | «Штурм» (Грац)        |
| 1989  | «Сваровскі-Тіроль»     | «Адміра-Ваккер»        | «Аустрія»             |
| 1990  | «Сваровскі-Тіроль»     | «Аустрія»              | «Рапід»               |
| 1991  | «Аустрія»              | «Сваровскі-Тіроль»     | «Штурм» (Грац)        |
| 1992  | «Аустрія»              | «Аустрія» (Зальцбург)  | «Сваровскі-Тіроль»    |
| 1993  | «Аустрія»              | «Аустрія» (Зальцбург)  | «Адміра-Ваккер»       |
| 1994  | «Аустрія» (Зальцбург)  | «Аустрія»              | «Адміра-Ваккер»       |
| 1995  | «Аустрія» (Зальцбург)  | «Штурм» (Грац)         | «Рапід»               |
| 1996  | «Рапід»                | «Штурм» (Грац)         | «Тіроль» (Інсбрук)    |
| 1997  | «Аустрія» (Зальцбург)  | «Рапід»                | «Штурм» (Грац)        |
| 1998  | «Штурм» (Грац)         | «Рапід»                | «Грацер АК»           |
| 1999  | «Штурм» (Грац)         | «Рапід»                | «Грацер АК»           |
| 2000  | «Тіроль» (Інсбрук)     | «Штурм» (Грац)         | «Рапід»               |
| 2001  | «Тіроль» (Інсбрук)     | «Рапід»                | «Грацер АК»           |
| 2002  | «Тіроль» (Інсбрук)     | «Штурм» (Грац)         | «Грацер АК»           |
| 2003  | «Аустрія»              | «Грацер АК»            | «Аустрія» (Зальцбург) |
| 2004  | «Грацер АК»            | «Аустрія»              | «Пашинг»              |
| 2005  | «Рапід»                | «Грацер АК»            | «Аустрія»             |
| 2006  | «Аустрія»              | «Ред Булл» (Зальцбург) | «Пашинг»              |
| 2007  | «Ред Булл» (Зальцбург) | «Рід»                  | «Маттерсбург»         |
| 2008  | «Рапід»                | «Ред Булл» (Зальцбург) | «Аустрія»             |
| 2009  | «Ред Булл» (Зальцбург) | «Рапід»                | «Аустрія»             |
| 2010  | «Ред Булл» (Зальцбург) | «Аустрія»              | «Рапід»               |
| 2011  | «Штурм» (Грац)         | «Ред Булл» (Зальцбург) | «Аустрія»             |
| 2012  | «Ред Булл» (Зальцбург) | «Рапід»                | «Адміра-Ваккер»       |
| 2013  | «Аустрія»              | «Ред Булл» (Зальцбург) | «Рапід»               |
| 2014  | «Ред Булл» (Зальцбург) | «Рапід»                | СВ Гредіг             |
| 2015  | «Ред Булл» (Зальцбург) | «Рапід»                | «Альтах»              |
| 2016  | «Ред Булл» (Зальцбург) | «Рапід»                | «Аустрія»             |
| 2017  | «Ред Булл» (Зальцбург) | «Аустрія» (Відень)     | «Штурм» (Грац)        |
| 2018  | «Ред Булл» (Зальцбург) | «Штурм» (Грац)         | «Рапід»               |
| 2019  | «Ред Булл» (Зальцбург) | ЛАСК                   | «Вольфсбергер»        |
| 2020  | «Ред Булл» (Зальцбург) | «Рапід»                | «Вольфсбергер»        |
| 2021  | «Ред Булл» (Зальцбург) | «Рапід»                | «Штурм» (Грац)        |
| 2022  | «Ред Булл» (Зальцбург) | «Штурм» (Грац)         | «Аустрія»             |
| 2023  | «Ред Булл» (Зальцбург) | «Штурм» (Грац)         | ЛАСК                  |
| 2024  | «Штурм» (Грац)         | «Ред Булл» (Зальцбург) | ЛАСК                  |
| 2025  | «Штурм» (Грац)         | «Ред Булл» (Зальцбург) | «Аустрія»             |

## Досягнення чемпіонів
| Клуб                                                     | Перемог | Переможні сезони |
| -------------------------------------------------------- | ------- | --- |
| «Рапід» (Відень)                                         | 32      | 1912, 1913, 1916, 1917, 1919, 1920, 1921, 1923, 1929, 1930, 1935, 1938, 1940, 1941, 1946, 1948, 1951, 1952, 1954, 1956, 1957, 1960, 1964, 1967, 1968, 1982, 1983, 1987, 1988, 1996, 2005, 2008 |
| «Аустрія» (Відень)                                       | 24      | 1924, 1926, 1949, 1950, 1953, 1961, 1962, 1963, 1969, 1970, 1976, 1978, 1979, 1980, 1981, 1984, 1985, 1986, 1991, 1992, 1993, 2003, 2006, 2013                                                 |
| «Ред Булл» (Зальцбург)                                   | 17      | 1994, 1995, 1997, 2007, 2009, 2010, 2012, 2014, 2015, 2016, 2017, 2018, 2019, 2020, 2021, 2022, 2023                                                                                           |
| «Ваккер» (Інсбрук) «Сваровскі-Тіроль» «Тіроль» (Інсбрук) | 10      | 1971, 1972, 1973, 1975, 1977 1989, 1990 2000, 2001, 2002 |
| «Адміра» (Відень)                                        | 8       | 1927, 1928, 1932, 1934, 1936, 1937, 1939, 1966 |
| «Фірст Вієнна»                                           | 6       | 1931, 1933, 1942, 1943, 1944, 1955 |
| «Штурм» (Грац)                                           | 5       | 1998, 1999, 2011, 2024, 2025 |
| «Вінер Шпорт-Клуб»                                       | 3       | 1922, 1958, 1959 |
| «Вінер АФК»                                              | 1       | 1914 |
| «Вінер АК»                                               | 1       | 1915 |
| «Флорісдорфер»                                           | 1       | 1918 |
| «Хакоах» (Відень)                                        | 1       | 1925 |
| «Ваккер» (Відень)                                        | 1       | 1947 |
| «Лінцер АСК»                                             | 1       | 1965 |
| ФЕСТ (Лінц)                                              | 1       | 1974 |
| «Грацер АК»                                              | 1       | 2004 |

## Українці в Бундеслізі
| Гравець             | Клуб                    | Сезон   | Ігри | Голи |
| ------------------- | ----------------------- | ------- | ---- | ---- |
| Олег Блохін         | «Форвартс» (Штайр)      | 1988/89 | 28   | 4    |
| Ігор Леонов         | «Санкт-Пельтен»         | 1991/92 | 9    | 1    |
| Роман Григорчук     | «Санкт-Пельтен»         | 1993/94 | 3    | 0    |
| Геннадій Литовченко | «Адміра Ваккер Медлінг» | 1993/94 | 10   | 1    |
| Геннадій Литовченко | «Адміра Ваккер Медлінг» | 1994/95 | 9    | 2    |
| Геннадій Мороз      | «Адміра Ваккер Медлінг» | 1995/96 | 29   | 0    |
| Олександр Паляниця  | ЛАСК                    | 1996/97 | 26   | 6    |
| Олег Суслов         | «Ред Булл» (Зальцбург)  | 1996/97 | 13   | 0    |
| Олег Суслов         | «Ред Булл» (Зальцбург)  | 1997/98 | 2    | 0    |
| Олег Суслов         | «Адміра Ваккер Медлінг» | 2000/01 | 1    | 0    |
| Олег Суслов         | «Адміра Ваккер Медлінг» | 2001/02 | 5    | 0    |
| Ігор Ощипко         | «Штурм» (Грац)          | 2014/15 | 3    | 0    |
| Євген Чеберко       | ЛАСК                    | 2020/21 | 5    | 0    |